# Bärenhöhle

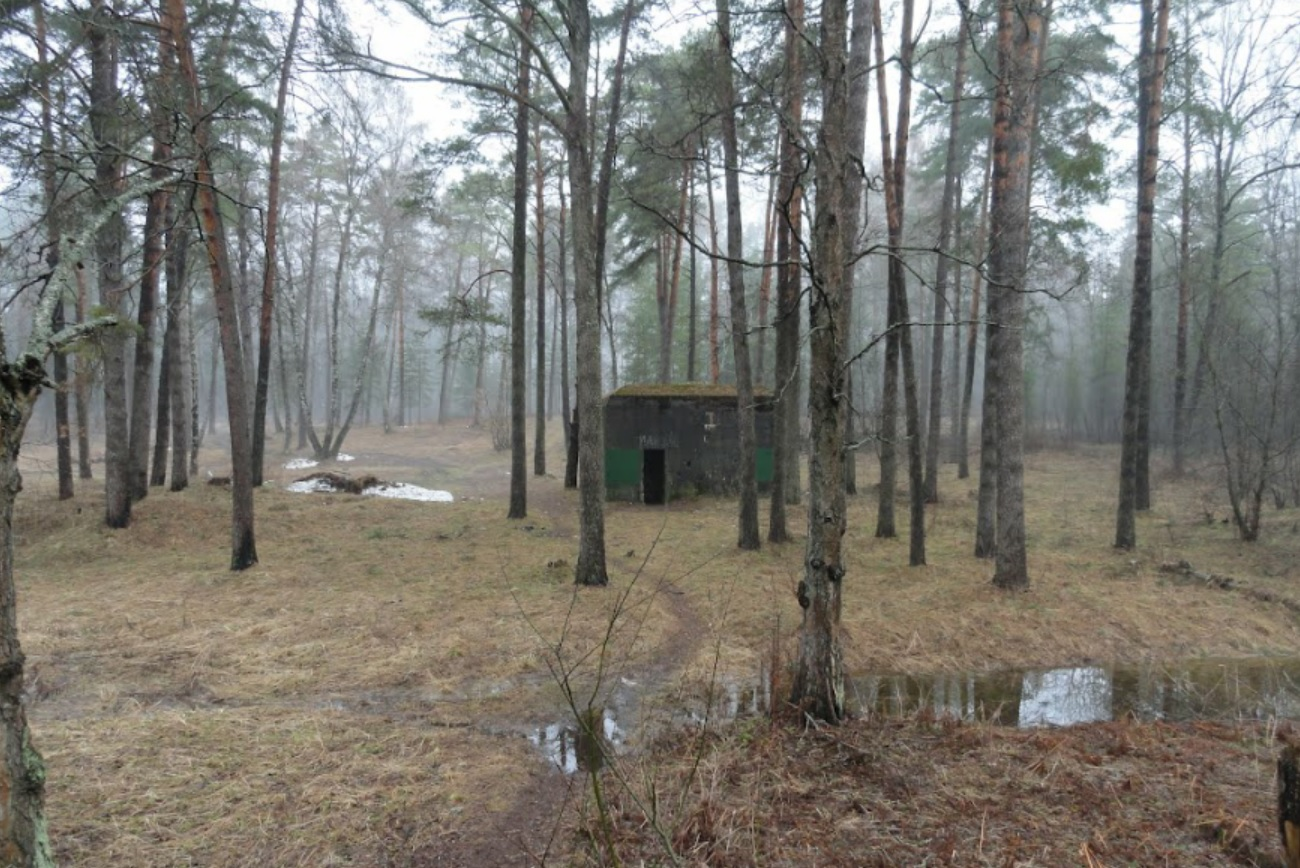
Bärenhöhle in 2013.

Bärenhöhle (Nederlands: Berenhol) was een hoofdkwartier van Adolf Hitler, bij de Russische stad Smolensk. De bouw van het hoofdkwartier ging van start op 1 oktober 1941, op de plaats waar eerder het Rode Leger een hoofdkwartier had. De bestaande infrastructuur werd opgeknapt en lichtelijk gewijzigd. Het complex bestond bestond uit een grote betonnen bunker voor Hitler, en ruim 30 barakken voor zijn staf. Het meubilair bestond uit gevorderde Russische meubels. Het station van het nabijgelegen dorpje Gniesdovo werd omgebouwd zodat de speciale trein van Hitler er binnen kon rijden.
Uiteindelijk heeft Hitler Bärenhöhle nooit gebruikt, en heeft enkel de staf van Heeresgruppe Mitte gebruikgemaakt van het complex.

Adlerhorst ·
Anlage Mitte ·
Anlage Süd ·
Bärenhöhle ·
Felsennest ·
Siegfried ·
Tannenberg ·
Waldwiese ·
Wasserburg ·
Werwolf ·
Wolfsschanze ·
Wolfsschlucht I ·
Wolfsschlucht II

Andere verblijfsplaatsen van Adolf Hitler: Berghof ·
Rijkskanselarij (met Führerbunker)